# Veikko Huovinen
Veikko Huovinen (7 de maio de 1927 - 4 de outubro de 2009) foi um escritor finlandês conhecido por seu realismo, pacifismo, a inteligência afiada e humor peculiar. Ele escreveu 37 livros.

## Carreira literária
Huovinen começou a escrever em 1949, quando trabalhava em um posto de vigilância de incêndio em Vuokatti. Sua primeira coleção de contos, Hirri, foi publicada em 1950, seguida do romance Havukka-ahon Ajattelija em 1952. Ambos dizem respeito à vida e suas peculiaridades na região de Kainuu na Finlândia, escritos em um estilo de humor único e caracterizados por seus uso inventivo da linguagem. O personagem principal de Havukka-ahon Ajattelija, Konsta Pylkkänen, desde então se enraizou no folclore moderno finlandês como o arquétipo de um filósofo rústico e sertão.
Os trabalhos posteriores de Huovinen nunca se afastaram muito do humor, mas passaram a exibir as filosofias pacifistas do autor e mais tarde se voltaram para o humor negro. Um bom exemplo disso é a trilogia, referida pelo autor como "Três homens diabólicos de bigode"; Veitikka - A. Hitlerin elämä ja teot, Joe-setä e Pietari Suuri hatun polki, a respeito de Adolf Hitler, Joseph Stalin e Pedro, o Grande, respectivamente.
Veitikka gerou polêmica na época, pois retrata Hitler sob uma luz humorística. Huovinen rebateu as alegações de impropriedade alegando que, ao rir dos ditadores, eles os privam de seu poder de influenciar as pessoas. Veitikka é aparentemente um estudo pesquisado sobre o personagem de Hitler, mas as histórias totalmente bizarras rapidamente revelam o livro como uma obra de ficção. Os dois livros subsequentes seguem o mesmo padrão de contar uma história ridícula dos ditadores enquanto deixam o autor lamentar os efeitos que tais pessoas têm sobre a humanidade.
De Huovinen 1980 novela leikkaaja Koirankynnen (tradução para o inglês: Dog Nail Clipper) foi adaptado em um filme de 2004 de mesmo nome, dirigido por Markku Pölönen e estrelado por Peter Franzén. Apesar dos baixos lucros, o filme foi aclamado pela crítica, recebendo críticas positivas e ganhando vários prêmios importantes. Dog Nail Clipper foi o filme de maior sucesso no Jussi Awards 2005, vencendo em cinco categorias, incluindo Melhor Filme, Melhor Ator e Melhor Direção.